# Begudà
Begudà är en ort i Spanien.   Den ligger i provinsen Província de Girona och regionen Katalonien, i den östra delen av landet, 600 km öster om huvudstaden Madrid. Begudà ligger 399 meter över havet och antalet invånare är 257.
Terrängen runt Begudà är kuperad. Runt Begudà är det ganska glesbefolkat, med 42 invånare per kvadratkilometer. Närmaste större samhälle är Olot, 4,6 km sydväst om Begudà. I omgivningarna runt Begudà växer i huvudsak blandskog.